# Italienische Badmintonmeisterschaft 2014
Die Italienische Badmintonmeisterschaft 2014 fand vom 31. Januar bis zum 2. Februar 2014 in Mailand statt.

## Medaillengewinner
| Disziplin    | Gold                             | Silber                            | Bronze                               |
| ------------ | -------------------------------- | --------------------------------- | ------------------------------------ |
| Herreneinzel | Rosario Maddaloni                | Giovanni Greco                    | Kevin Strobl                         |
| Herreneinzel | Rosario Maddaloni                | Giovanni Greco                    | Marco Mondavio                       |
| Dameneinzel  | Xandra Stelling                  | Isabel Delueg                     | Claudia Gruber                       |
| Dameneinzel  | Xandra Stelling                  | Isabel Delueg                     | Lisa Ortner                          |
| Herrendoppel | Enrico Galeani Rosario Maddaloni | Giacomo Battaglino Marco Mondavio | Alexander Kantioler Daniel Scanferla |
| Herrendoppel | Enrico Galeani Rosario Maddaloni | Giacomo Battaglino Marco Mondavio | Pirmin Klotzner Thomas Mair          |
| Damendoppel  | Monica Memoli Maria Luisa Mur    | Marah Punter Hannah Strobl        | Erika Stich Yvonne Tscholl           |
| Damendoppel  | Monica Memoli Maria Luisa Mur    | Marah Punter Hannah Strobl        | Klaudia Grunfelder Tanja Scanferla   |
| Mixed        | Pirmin Klotzner Karin Maran      | Paolo Viola Alessandra Tiburzi    | Daniel Scanferla Tanja Scanferla     |
| Mixed        | Pirmin Klotzner Karin Maran      | Paolo Viola Alessandra Tiburzi    | Enrico Galeani Thaira Mengani        |